# Bernard Blossac
Pour les articles homonymes, voir Blossac.
Bernard de La Bourdonnaye-Blossac dit Bernard Blossac, né le 29 avril 1917 à Neuilly-sur-Seine, mort le 1er décembre 2002 dans la même ville, est un illustrateur de mode français. 

## Biographie
Bernard de La Bourdonnaye-Blossac est né le 29 avril 1917 à Neuilly-sur-Seine.
Il aura une sœur, Geneviève, née en 1919 avec laquelle il restera toujours très lié.
Son enfance se passe en famille dans l’Yonne puis en région parisienne. En dehors des périodes scolaires, la famille part en voyage. C’est l’occasion de découvrir d’autres horizons : l’Irlande, la cote Normande, la Suisse, la Belgique et la Côte d'Azur.
Une vaste  propriété en Sologne « La Clarinerie » permet aux parents de satisfaire leur passion pour la chasse. Bernard n’apprécie pas ce sport et préfère s’occuper en dessinant ou en peignant des paysages ou des natures mortes.
Très tôt il s’intéresse à l’esthétique des choses : des meubles, des tableaux et des vêtements. Il se passionne pour toutes les créations Art déco. 
Il arrête le cursus de l’enseignement classique et entre dans un atelier de dessin dans le quartier Montparnasse à Paris : chez André Marchand, puis chez Maurice Testard à la Grande Chaumière et enfin chez Paul Colin. Pendant plusieurs années, il travaillera à perfectionner sa technique, à utiliser différents outils : crayon, fusain, pinceau, craie, etc. Il travaille également des thèmes particuliers comme les décors et les costumes. Au cours de ces années, il fera en particulier une étude très complète sur les costumes portés au XIXe siècle au moyen de nombreux dessins annotés.
Cette période dure jusqu’en 1941, année au cours de laquelle il rencontre Robert Piguet, le grand couturier, qui l’introduira auprès de Paul Caldaquès, président de la Chambre syndicale de la couture. Ce dernier le présentera aux dirigeants des revues Vogue Paris, Femina, L'Officiel de la couture et de la mode de Paris, travaillant particulièrement pour ce dernier. Tout de suite, ceux-ci lui commandent des dessins ainsi que les revues Adam, L'Art et la mode, les cahiers de L'Artisane Couture .
Dès les années d’immédiat après-guerre, il dessine pour des revues étrangères : anglaise, américaine, hollandaise et suisse. Il se rendra à Londres et à New York pour diversifier son activité. Son activité se poursuivra sans interruption pendant trente années.
Il conjuguait sa passion de la mode avec sa maîtrise des dessins de paysages et de décors intérieurs. Parfois, il insérait certains dessins des modèles à des dessins de fonds préalablement travaillés.
Ses dessins seront publiés dans les revues, les journaux, parfois plus rarement en affiche (par exemple pour le magasin Franck & Fils).
Son style change sensiblement entre les années 1950 et 1960, mais il ne se reconnait plus dans la mode de cette décennie. L'illustration de mode tombe d'ailleurs en désuétude, supplantée par la photographie. Il arrête son activité en 1974, et rapidement différentes institutions demanderont à pouvoir bénéficier de ses dessins pour des actions culturelles.
Le Palais Galliera, musée de la Mode de la Ville de Paris achètera plusieurs dessins ainsi que des collectionneurs étrangers.
Bien que n’ayant plus d’activité à proprement parler professionnelle, il continue à dessiner pour son plaisir en particulier pendant ses vacances qu’il prend chaque été à Divonne près de la frontière suisse.  De nombreux carnets de dessins au crayon datent de cette époque.
Il meurt le 1er décembre 2002[réf. souhaitée]. À partir de sa mort, le rayonnement de son œuvre est assuré par le fils de sa sœur, qu’il avait adopté, Alain Matrand de La Bourdonnaye-Blossac.

## Couturiers
Il collabore avec les grands couturiers et les grandes maisons de couture comme : 
- Christian Dior,
- Jacques Fath,
- Robert Piguet,
- Jean Dessès,
- Balenciaga,
- Worth,
- Carven.
- Givenchy

## Expositions
À Granville en 1996 dans la maison familiale de Christian Dior transformée en musée a lieu l’exposition :  « Images de mode 1940-1960 hommage à Bernard Blossac » pour laquelle, bien entendu, de nombreux dessins étaient présentés.
Plusieurs autres musées organisent des expositions pour lesquels des dessins seront prêtés : 
- En 1980, exposition de plusieurs dessins  au Musée Galliéra à Paris.
- En 1985, exposition de plusieurs dessins  au Musée Historique des Tissus à Lyon pour une exposition Balenciaga.
- En 1992, exposition de plusieurs dessins à une exposition Balenciaga à Melbourne.
- En 1995, exposition de plusieurs dessins au Palais Galliera à Paris.
- En 2007, exposition au Kunstbibliothek Staatliche Museum à Berlin lors de l’exposition :  « Christian Dior und Deutschland  1947 bis 1957 »  et à Cologne au Museum fur Angewandte Kunst.
- En 2010, exposition de plusieurs dessins au Design Museum de Londres.